# 揖斐川橋梁 (東海道本線)
揖斐川橋梁（いびがわきょうりょう）は、岐阜県大垣市と岐阜県安八郡安八町を結ぶ、揖斐川に架かるJR東海道本線（穂積駅 - 大垣駅）の橋梁である。

## 概要
下路平行弦ワーレントラスの5連、複線の橋梁である。
現在の橋梁は3代目。初代は道路（現在は歩行者・自転車用）に転用され、揖斐川橋として現存する。

## 諸元
- 供用：1961年（昭和36年）
- 延長：304.8m
- 区間：岐阜県大垣市新開町 - 岐阜県安八郡安八町西結（穂積駅 - 大垣駅）

## 略歴
- 1887年（明治20年）：東海道本線揖斐川橋梁（初代）の供用開始。
- 1913年（大正2年）：東海道本線揖斐川橋梁（2代）の供用開始。初代は払い下げられ、揖斐川橋として道路に転用される。
- 1961年（昭和36年）：現在の揖斐川橋梁の供用開始。
- 1985年（昭和60年）：2代目橋梁撤去。現在は両岸の橋台のみが残っている。
- 2008年（平成20年）12月2日：重要文化財に指定される[1]。